# Abandono de animais
O abandono de animais, em especial os animais domésticos, como cães e gatos, é um problema que afeta de maneira cada vez mais os grandes centros urbanos ao redor do mundo, principalmente no ocidente, por exemplo, que no caso da cidade de São Paulo são por vezes recolhidos pela Associação Santuário Ecológico Rancho dos Gnomos, uma associação civil que atua formalmente desde o ano de 2000. Nessa instituição somente no ano de 2002 foram recebidos 2.500 animais encaminhados pela Polícia Ambiental e o  Ibama, o que representa 12% do total de apreensões realizadas no Estado de São Paulo, e no ano de 2003 cerca de 2.400 animais, o que representa 13% do total de apreensões realizadas no Estado de São Paulo. No caso dos cães e gatos, eles são frequentemente recolhidos para os centros de zoonoses, onde ficam alojados por um breve número de dias antes de serem sacrificados. A respeito dessa prática que fere os direitos animais.

## Cães
20,0% Destrutivo dentro de casa;

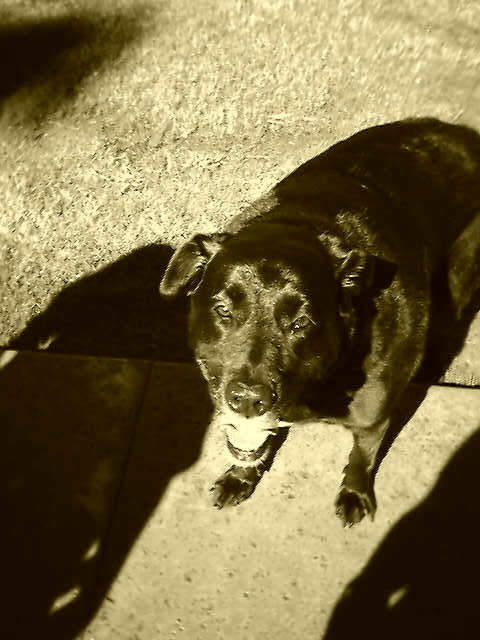
O abandono de animais, além de ser uma grave violação dos direitos animais, gera inúmeros problemas de segurança e saúde pública nos grandes centros urbanos.

- Pesquisa feita nos EUA em 12 abrigos, envolvendo 1.984 cães e 1.286 gatos. As somas passam de 100% porque um dono pode ter alegado mais de um motivo para abandonar seu animal. Apud: Revista da FOLHA de 7 de janeiro de 2007

## Gatos
14,6% Destrutivo dentro de casa
- Fonte: Revista veterinária "Journal of Applied Animal Welfare Science". Apud: Revista da FOLHA de 7 de janeiro de 2007